# 蒲大义
蒲大义（1916年—1973年），男，四川平昌人，中华人民共和国军事人物，中国人民解放军少将，曾任云南生产建设兵团副司令员。